# Ljudevit Ožegović
Ljudevit Teofil Emerik Ožegović (Varaždin, 28. veljače 1841. – Zagreb, 28. listopada 1913.), barun, hrvatski političar iz plemićke obitelji Ožegović Barlabaševački.:142-143

## Životopis
Sin je baruna Metela Ožegovića i grofice Ivane Sermage. Predak mu je senjski biskup Mirko Ožegović. Njegov otac Metel Ožegović bio je istaknuti političar i preporoditelj, utemeljio je narodnu čitaonicu u Varaždinu, koja po njemu danas nosi ime. Između 1855. i 1858. Ljudevit je pohađao Theresianum u Beču. Prema riječima kćeri Lucije Ludovike Ožegović, završio je studij prava i filozofije u Beču.:143 Prvi put se oženio za groficu Olgu Erdödy s kojom je imao četvero djece, tri sina i kćer. Rođakinja njegove supruge Olge bila je operna pjevačica Sidonija Erdődy Rubido, prva hrvatska operna primadona.
Kod parka Zrinjevca u Zagrebu nalazi se palača Ožegović nazvana po njemu, koju je dao izgraditi 1874.-'75. godine prema projektu Ivana Plochbergera. Drugi put se oženio 1895. godina za 32 godine mlađu Ivku Ožegović. Prvo su živjeli u Budimpešti pa su se preselili na obiteljsko imanje u Guščerovec kod Križevaca i živjeli u dvorcu. Temelj Ožegovićeva gospodarstva bila su dobra Guščerovec i Veliki Kalnik, koja su bila miraz njegove majke. Bio je veleposjednik i bavio se uspješno vinogradarstvom, stočarstvom, ratarstvom i šumarstvom.
Godine 1903. nakon parcelizacije vlastelinstva i dvorca Općini i seljacima, obitelj Ožegović seli u Zagreb i stanuje u stanu od sedam soba. Njegova obitelj se nije slagala s njegovim drugim brakom sa Židovkom Ivkom pa ga se cijela obitelj odrekla. U braku su dobili kći Luciju Ludoviku Ožegović, koja je kasnije postala poznata operna pjevačica u Ljubljani, Mariboru i Zagrebu. Supruga Ivka Ožegović istakla se humanitarnim i kulturnim radom.

## Politička aktivnost
Zbog zasluga u političkom i gospodarskom životu, Ožegović je 1885. godine postao carski i kraljevski komornik. Tom prilikom upriličena je velika svečanost pokraj dvorca Bela kod Ivanca u kojoj je Ljudevit Ožegović prisegnuo na komorničku čast i to upravo pred svojim ocem Metelom.:146 Dvorac Bela bio je vlasništvo njegova oca Metela, a oboje su sahranjeni u kapelici kraj toga dvorca. Bio je članom saborskog izaslanstva u Peštu povodom vjenčanja prijestolonasljednika Rudolfa i belgijske princeze Stephanie. Kao član Hrvatskog sabora, Ljudevit Ožegović je tri puta bio biran u Donji dom Ugarskog parlamenta, 1875., 1878. i 1881. godine, čime je nastavio obiteljsku tradiciju djeda Stjepana Ožegovića i oca Metela Ožegovića koji su također u nekoliko navrata bili hrvatski predstavnici u ugarskom parlamentu.

## Slikarstvo
Malo je podataka o umjetničkom radu Ljudevita baruna Ožegovića. Kulturni period u kojemu je Ljudevit Ožegović stasao bio je obilježen jačanjem građanstva, buđenjem nacionalne svijesti te veličanjem heroja iz nacionalne povijesti. Prizori bitaka ili junačkih podviga bili su izdignuti nad ostale grane slikarstva, a ishodišna mjesta bile su akademije u Beču i Münchenu.:146-147